# Ernesto Brambilla
Ernesto »Tino« Brambilla, italijanski dirkač Formule 1, * 3. januar 1934, Monza, Italija, † 3. avgust 2020, Monza.

## Življenjepis
V sezoni 1966 je osvojil naslov v prvenstvu Italijanske Formule 3. V svoji karieri Formule 1 je nastopil le na dveh domačih dirkah, Veliki nagradi Italije v sezoni 1963, kjer se mu ni uspelo kvalificirati na dirko, in Veliki nagradi Italije v sezoni 1969, kjer zaradi okvare dirkalnika ni štartal. 

## Popolni rezultati Formule 1
(legenda) (odebeljene dirke pomenijo najboljši štartni položaj, poševne pa najhitrejši krog, †-uvrščen kljub odstopu)
| Leto | Moštvo              | Šasija            | Motor               | 1   | 2   | 3   | 4   | 5   | 6   | 7       | 8       | 9   | 10  | 11  | Prv | Toč |
| ---- | ------------------- | ----------------- | ------------------- | --- | --- | --- | --- | --- | --- | ------- | ------- | --- | --- | --- | --- | --- |
| 1963 | Scuderia Centro Sud | Cooper T53        | Maserati Straight-4 | MON | BEL | NIZ | FRA | VB  | NEM | ITA DNQ | ZDA     | MEH | JAR |     | -   | 0   |
| 1969 | Scuderia Ferrari    | Ferrari 312/68/69 | Ferrari V12         | JAR | ŠPA | MON | NIZ | FRA | VB  | NEM     | ITA DNS | KAN | ZDA | MEH | -   | 0   |